# Irene Vaquinhas
Irene Maria de Montezuma de Carvalho Mendes Vaquinhas (1955-) é uma Professora Catedrática do Departamento de História, Arqueologia e Artes da Faculdade de Letras da Universidade de Coimbra, onde lecciona disciplinas nos graus de licenciatura, mestrado, doutoramento, foi coordenadora do terceiro ciclo em Altos Estudos em História e do segundo Ciclo em História - Especialização em Museologia. Tendo como principais áreas de estudo as seguintes:
- História Contemporânea de Portugal
- História rural (séculos XIX e XX)
- História da vida privada (séculos XIX e XX)
- História das mulheres e do género (séculos XIX e XX)
- Relações sociais em tempo de Guerra: migrações e exílio
- Museologia e património cultural
- História da alimentação

## Biografia
É a coordenadora científica  do Centro de História da Sociedade e da Cultura da Universidade de Coimbra, da Fundação para a Ciência e a Tecnologia, desde 2014. Tem ministrado cursos e seminários em Universidades estrangeiras, participado em projectos de investigação internacionais, colaborado em actividades cívico-culturais e de extensão universitária, bem como orientado numerosas teses de doutoramento, de mestrado e de trabalhos de pós-doutoramento, tanto em Portugal como no estrangeiro. Tem-se dedicado, sobretudo, ao estudo da sociedade portuguesa durante o século XIX e a primeira metade do século XX.
Doutorou-se em 1991 com a tese intitulada Violência, Justiça e Sociedade Rural. Os Campos de Coimbra, Montemor-o-Velho e Penacova de 1858 a 1918 (Porto, Editora Afrontamento, 1996). Entre as suas muitas publicações destacam-se "Senhoras e Mulheres" na Sociedade Portuguesa do Século XIX (1.ª edição, Lisboa, Editora Colibri, 2000; 2.ª edição, 2011); Nem Gatas Borralheiras, Nem Bonecas de Luxo. As Mulheres Portuguesas Sob o Olhar da História (Séculos XIX-XX), Lisboa, Livros Horizonte, 2005; As Mulheres no Mundo Contemporâneo. História Comparada, Coimbra, FLUC, 2005; Nome de Código "33856". Os "Jogos de Fortuna ou Azar" em Portugal entre a Repressão e a Tolerância (De finais do século XIX a 1927), Lisboa, Livros Horizonte, 2006. Colaborou na colecção História de Portugal, Direcção de José Mattoso, vol. V - O Liberalismo (1807-1890) (Lisboa, Círculo de Leitores, 1993). Fez a coordenação científica do vol. III da obra História da Vida Privada em Portugal (A Época Contemporânea), dirigida pelo Prof. Doutor José Mattoso, sendo também autora de diversos capítulos. Este volume foi distinguido, no ano de 2012, com uma Menção Honrosa do Grémio Literário 2011.Em 2012 publica O Casino da Figueira. Sua evolução histórica desde o Teatro-Circo à atualidade (1884-1978), 1ª edição, Coimbra, Palimage, 2012 (591 pag.). Em 2013 destaca-se a produção da obra Entradas “Associação Educativa da Mulher Pobre (1899-1908)”, “Associação de Propaganda Feminista (1911-1918)”, “Casinos”, Dicionário de História da I República e do Republicanismo, vol. I: A-E, p. 260-261; 265-266; 576-579; “Jogo”, vol. II: F-M, p. 518-520, Lisboa, Edição Assembleia da República – Divisão de Edições, 2013-2014. Em 2014, publica “Museus do feminino, museologia de género e o contributo da história », MIDAS [Online], 2014, pp. 1-13 e, no ano seguinte, publica Saber perdurar. Grandes linhas de evolução do Casino da Figueira (1884-1978), Figueira da Foz, Casino da Figueira, 2015, 56 p. (ISBN: 978-989-8710-07-9). 